# Chimichagua
Chimichagua – miasto w Kolumbii, w departamencie Cesar.